# 17e étape du Tour d'Italie 2010
Pour un article plus général, voir Tour d'Italie 2010.
La 17e étape du Tour d'Italie 2010 s'est déroulée le mercredi 26 mai 2010 entre Brunico et Peio Terme sur 173 kilomètres. Elle a été remportée par le Français Damien Monier (Cofidis), dont c'est la première victoire professionnelle. L'Espagnol David Arroyo (Caisse d'Épargne) reste en rose.

## Profil de l'étape
C'est une des cinq arrivées en altitude de ce Giro, mais surement la moins intimidante. Le Passo delle Palade, au milieu de l'étape, est long mais peu difficile, et les pourcentages de la montée finale ne dépassent pas les 5 %.

## La course
Un groupe de 19 coureurs parvient à s'échapper, à 125 kilomètres du but. Il s'agit de Damien Monier, Leonardo Duque (Cofidis), Danilo Hondo, Marco Marzano (Lampre-Farnese Vini), Steven Kruijswijk (Rabobank), Daniel Moreno (Omega Pharma-Lotto), Danilo Wyss (BMC Racing), Alexander Efimkin (AG2R La Mondiale), Carlos José Ochoa (Androni Giocattoli), Roman Kireyev (Astana), Yukiya Arashiro (BBox Bouygues Telecom), Andrey Amador (Caisse d'Épargne), Ignatas Konovalovas (Cervélo TestTeam), Simone Stortoni (Colnagor-CSF Inox), Steve Cummings (Team Sky), Vicente Reynés (Team HTC-Columbia), Mikhail Ignatiev (Team Katusha), Marcus Fothen (Team Milram) et Nicki Sørensen (Team Saxo Bank)
L'avance de l'échappée atteint 11 minutes 26 au sommet de la principale difficulté du jour, puis redescend pour se stabiliser autour des 9 minutes pour le reste de la course.
Après des attaques avortés d'Ignatiev et de Sørensen, c'est finalement Moreno qui arrive à prendre un peu d'avance sur le groupe d'échapée. Il est pris en chasse par Hondo, Kruijswijk et Monier, qui finissent par le rejoindre. C'est finalement Monier qui se montre le plus fort en accélérant pour s'imposer en solitaire.
Le peloton principal termine à 9 minutes 52 de Monier, mais l'étape n'a pas d'impact sur le haut du classement général.

## Côtes
- Passo delle Palade (18,850 km à 6,6 %) : 1re catégorie

N.B.: Bien que l'arrivée était jugée en altitude à Peio Terme, celle-ci n'était pas comptabilisée pour le classement de la montagne.

## Classement de l'étape
|    | Coureur             | Pays        | Équipe              |    | Temps           |
| -- | ------------------- | ----------- | ------------------- | -- | --------------- |
| 1  | Damien Monier       | France      | Cofidis             | en | 4 h 02 min 19 s |
| 2  | Danilo Hondo        | Allemagne   | Lampre-Farnese Vini | +  | 36 s            |
| 3  | Steven Kruijswijk   | Pays-Bas    | Rabobank            |    | 39 s            |
| 4  | Daniel Moreno       | Espagne     | Omega Pharma-Lotto  |    | 1 min 05 s      |
| 5  | Steve Cummings      | Royaume-Uni | Team Sky            |    | 1 min 18 s      |
| 6  | Simone Stortoni     | Italie      | Colnago-CSF Inox    |    | 1 min 48 s      |
| 7  | Alexander Efimkin   | Russie      | AG2R La Mondiale    |    | 1 min 55 s      |
| 8  | Marco Marzano       | Italie      | Lampre-Farnese Vini |    | 1 min 57 s      |
| 9  | Ignatas Konovalovas | Lituanie    | Cervélo TestTeam    |    | 2 min 01 s      |
| 10 | Carlos José Ochoa   | Venezuela   | Androni Giocattoli  |    | 2 min 07 s      |

## Classement général
|    | Coureur              | Pays       | Équipe              |    | Temps            |
| -- | -------------------- | ---------- | ------------------- | -- | ---------------- |
| 1  | David Arroyo         | Espagne    | Caisse d'Épargne    | en | 73 h 11 min 38 s |
| 2  | Ivan Basso           | Italie     | Liquigas-Doimo      | +  | 2 min 27 s       |
| 3  | Richie Porte         | Australie  | Team Saxo Bank      |    | 2 min 44 s       |
| 4  | Cadel Evans          | Australie  | BMC Racing          |    | 3 min 09 s       |
| 5  | Carlos Sastre        | Espagne    | Cervélo TestTeam    |    | 4 min 41 s       |
| 6  | Vincenzo Nibali      | Italie     | Liquigas-Doimo      |    | 4 min 53 s       |
| 7  | Alexandre Vinokourov | Kazakhstan | Astana              |    | 5 min 12 s       |
| 8  | Michele Scarponi     | Italie     | Androni Giocattoli  |    | 5 min 24 s       |
| 9  | Damiano Cunego       | Italie     | Lampre Farnese Vini |    | 9 min 21 s       |
| 10 | Robert Kišerlovski   | Croatie    | Liquigas-Doimo      |    | 9 min 32 s       |

## Abandons
- Federico Canuti[1] (Colnago-CSF Inox) : abandon
- Francesco Reda[1] (Quick Step) : abandon
- David Loosli[1] (Lampre Farnese Vini) : non-partant